# Peter Hoekstra
Peter Hoekstra, född 4 april 1973 i Assen, Drenthe, är en nederländsk före detta fotbollsspelare. Han spelade som vänsteranfallare och gjorde fem landskamper för Nederlendernas landslag. Han var bland annat uttagen i truppen till EM i fotboll 1996. Under sin klubblagskarriär spelade Hoekstra bland annat för de nederländska toppklubbarna PSV Eindhoven och AFC Ajax samt för det engelska division 1-laget Stoke City, innan han avslutade karriären 2004.